# Parroquia de la Inmaculada de Montealegre
La Parroquia de la Inmaculada de Montealegre es un templo católico del siglo xx ubicado en el barrio de A Inmaculada, en las faldas del Montealegre, en Orense (Galicia, España).

## Historia
La parroquia fue fundada en el año 1962. Al parecer el templo ya existía (o al menos se hallaba en construcción) hacia 1958, datando de esta época otros templos orensanos, como el de Santa Teresita, en el barrio de O Vinteún, y el del Sagrado Corazón, en el barrio de A Carballeira.

## Descripción

### Exterior
El templo, construido en piedra, presenta la puerta de entrada bajo nueve dovelas de gran rosca y un sencillo arco de medio punto, con dos pequeños rosetones a ambos lados de la fachada principal y, coronando la estructura, un campanario de base rectangular y frontón triangular compuesto por un arco de medio punto en cada cara y adornado con pináculos.

### Interior

#### Capilla mayor

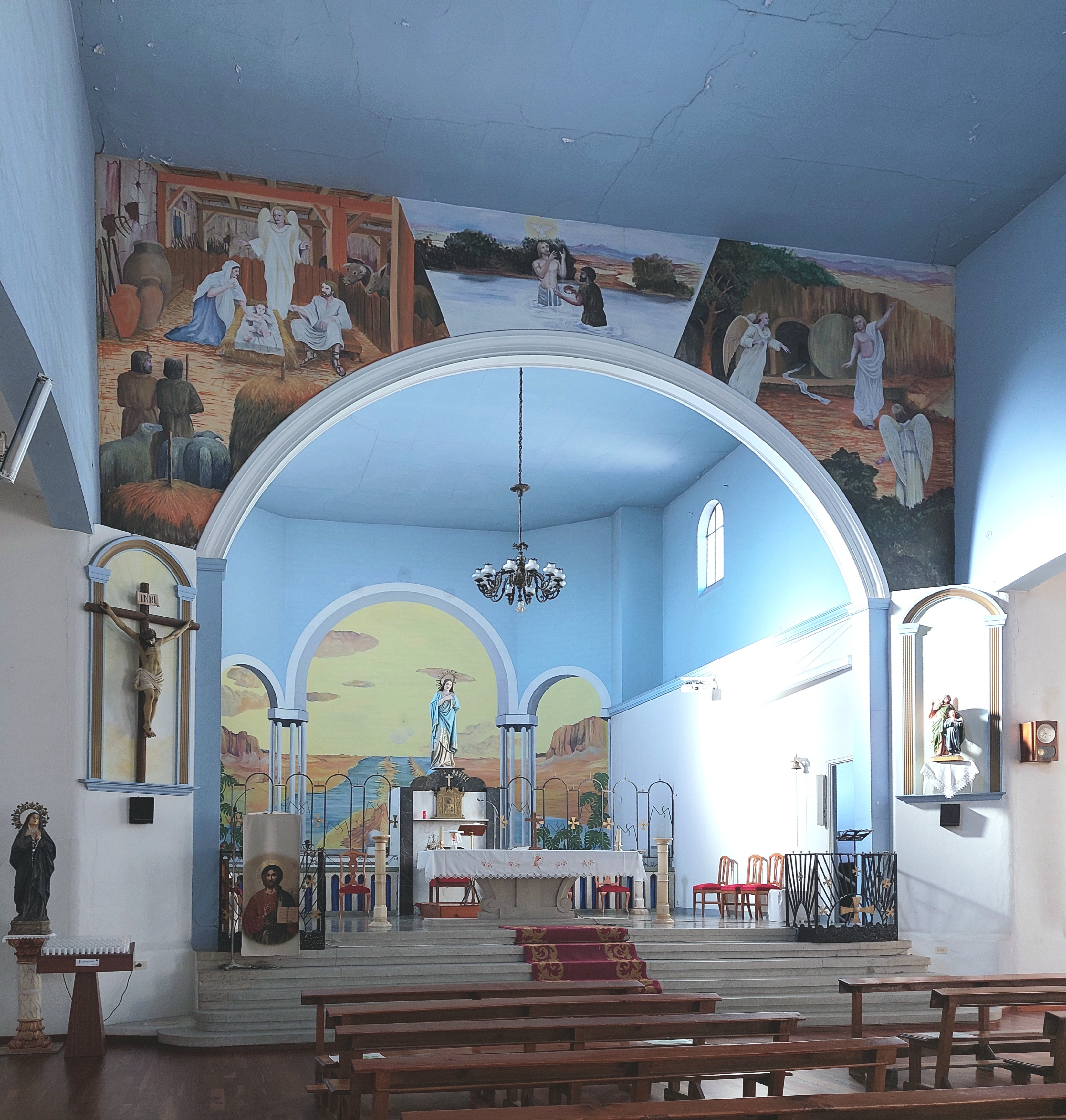
Capilla mayor.

La iglesia posee una colorida capilla mayor de planta semicircular presidida por una talla de factura moderna de la Inmaculada Concepción la cual, de escaso valor artístico, es bajada en fechas señaladas para que pueda ser contemplada de cerca, como durante la novena que precede al Día de la Inmaculada, empleándose para la correspondiente procesión una talla de menores dimensiones situada en la parte posterior de la capilla, fuera de la vista del público. El elemento más destacado del conjunto es el mural del trasaltar, el cual muestra el dibujo de un retablo con tres arcos de medio punto en cuyo fondo se puede divisar un paisaje desértico con pequeñas elevaciones rocosas y un río en el centro, todo ello presidido por la imagen de la Inmaculada, bajo la cual se halla el sagrario, estando el espacio existente entre la talla de la Virgen y el mural cercado por una valla con formas de arco de medio punto decoradas con símbolos marianos. Destaca el hecho de que se hallen pintados de azul celeste (en consonancia con el color representativo de la Inmaculada) la parte superior del retablo así como el techo y las columnas del templo, las cuales flanquean el pasillo central bajo una sucesión de arcos escarzanos, dividiendo la planta en tres naves y creando una marcada separación entre la zona del evangelio y la zona de la epístola, donde se sitúa una pequeña y sencilla pila bautismal junto a la entrada.

#### Naves, presbiterio y sacristía
Las naves se caracterizan por su sencillez y austeridad al igual que las de otros templos levantados en la misma época, como la Parroquia de San Pío X y la Parroquia de la Asunción de Nuestra Señora, influenciadas por los principios establecidos en el Concilio Vaticano II así como por la estética imperante en la década de 1960, la cual apostaba por el minimalismo y la simplicidad ornamental, estando estas iglesias muy alejadas del tradicional barroco gallego plasmado en templos como la Iglesia de Santa Eufemia o la Catedral de San Martín.
En el muro del evangelio se ubican imágenes de San Antonio de Padua y San José, mientras que en el muro de la epístola se encuentran tallas de Santa Rita de Casia y el Sagrado Corazón, todas ellas bajo simples arcos escarzanos sostenidos por pilastras estriadas. Por su parte, en la tribuna destaca un mural de Dios Padre con los brazos abiertos y rodeado de ángeles, mientras que en los extremos del arco rebajado del presbiterio, cuya parte superior está decorada también con obras pictóricas de temática religiosa (la Adoración de los pastores, el Bautismo de Jesús y la Resurrección), se hallan un Cristo crucificado a la izquierda (junto al que se encuentra una imagen de Nuestra Señora de los Dolores) y una diminuta talla del ángel de la guarda a la derecha. En la sacristía, la cual conecta el presbiterio con el trasaltar, se custodian tres imágenes que en su momento presidieron la capilla mayor: un Cristo crucificado, una Virgen María y un San Juan, obra del escultor Azisclo Manzano en 1958. Estas esculturas se caracterizan por un marcado hieratismo y por sus trazos angulosos y estilizados, constituyendo por otro lado una de las primeras creaciones de Manzano.

### Entorno
En un terreno cercano a la iglesia se encuentra la Casa de Formación de las Misioneras del Divino Maestro, levantada en 1965, año en que los restos mortales del obispo Francisco Blanco Nájera (fundador de la congregación en 1944 junto con Soledad de la Cruz) fueron trasladados hasta allí desde el Seminario Mayor de la ciudad, procediéndose años después a la construcción del Colegio de Educación Infantil y Primaria Inmaculada, ubicado directamente frente al templo, a los pies del Montealegre.

## Inmaculada Joven
La iglesia tuvo el honor de acoger el 8 de mayo de 2016 el cuadro Inmaculada Joven, obra de Sor Isabel Guerra por encargo del departamento de Juventud de la Conferencia Episcopal. El cuadro, realizado mediante técnicas digitales, visitó la parroquia con ocasión del recorrido que efectuó por la diócesis de Orense así como por otras diócesis de España antes de dirigirse a la Jornada Mundial de la Juventud de Cracovia.